# Raulia
Raulia (Raoulia Hook. f.) – rodzaj roślin z rodziny astrowatych (Asteraceae). Według The Plant List obejmuje co najmniej 26 gatunków. Występuje naturalnie w Nowej Zelandii oraz górach Nowej Gwinei.

## Morfologia
PokrójTworzy kępki o gęstej i zwartej budowie. W sprzyjających warunkach niektóre okazy mogą osiągać nawet 1 m średnicy.
LiścieDrobne.
KwiatySkupione w pseudancjum, które zawiera liczne kwiaty o cylindrycznym kształcie.

## Systematyka
Pozycja według APweb (aktualizowany system APG IV z 2016)
Jeden z rodzajów plemienia Gnaphalieae z podrodziny Asteroideae w obrębie rodziny astrowatych (Asteraceae) z rzędu astrowców (Asterales) należącego do dwuliściennych właściwych.
Według niektórych źródeł gatunki tego rodzaju bywają zaliczane do rodzaju Haastia Hook. f.
Wykaz gatunków
- Raoulia albosericea Colenso
- Raoulia apicinigra Kirk
- Raoulia australis Hook.f. ex Raoul – raulia południowa
- Raoulia beauverdii Cockayne
- Raoulia bryoides Hook.f.
- Raoulia buchananii Kirk
- Raoulia catipes (DC.) Hook.f.
- Raoulia chiliastra Mattf.
- Raoulia cinerea Petrie
- Raoulia eximia Hook.f.
- Raoulia glabra Hook.f.
- Raoulia goyenii Kirk
- Raoulia grandiflora Hook.f.
- Raoulia haastii Hook.f.
- Raoulia hectorii Hook.f.
- Raoulia hookeri Allan – raulia Hookera
- Raoulia mammillaris Hook.f.
- Raoulia monroi Hook.f.
- Raoulia parkii Buchanan
- Raoulia petriensis Kirk
- Raoulia planchonii (Hook.f.) Hook.f. ex Benth.
- Raoulia rubra Buchanan
- Raoulia subsericea Hook.f.
- Raoulia subulata Hook.f.
- Raoulia tenuicaulis Hook.f.
- Raoulia youngii (Hook.f.) Beauverd

W stanie dzikim Raoulia często tworzy mieszańce z przedstawicielami rodzaju Leukogenes.

## Biologia i ekologia
Roślina zimozielona. Szacuje się, że niektóre okazy mogą liczyć 100 lat. 
Na ogół występują na występach skalnych, piargach lub na wilgotnym, ale dobrze przepuszczalnym piaszczystym gruncie. Rośnie w strefie alpejskiej na stanowiskach z dużą ilością ruchu powietrza i przy dobrym świetle.

## Uprawa
Rozmnażanie przez nasionaŚwieże nasiona należy siać w ziarnistym piasku pod koniec wiosny.